# Lipsothrix mirifica
Lipsothrix mirifica är en tvåvingeart som beskrevs av Alexander 1962. Lipsothrix mirifica ingår i släktet Lipsothrix och familjen småharkrankar. Inga underarter finns listade i Catalogue of Life.